# Noronhomys vespuccii
Noronhomys vespuccii, también conocido como el roedor de Vespucio es una especie extinta de roedor de la familia Cricetidae. Endémica de la isla de Fernando de Noronha en la costa del noreste de Brasil. El explorador italiano Américo Vespucio puede haberlo observado en una vista a Fernando de Noronha en 1503, pero se extinguió poco después, quizás debido a las ratas y ratones exóticos introducidos por los primeros exploradores de la isla. Se han hallado numerosos restos fósiles fragmentarios de este animal, de edad incierta aunque probablemente datan del Holoceno, siendo descubiertos en 1973 y descritos en 1999.
Noronhomys vespuccii era un roedor grande, mayor que la actual rata negra (Rattus rattus). Siendo un miembro de la familia Cricetidae y la subfamilia Sigmodontinae, comparte varias características distintivas con Holochilus y géneros relacionados dentro de la tribu Oryzomyini, incluyendo molares de corona alta con rasgos de la corona simplificados y la presencia de varios bordes en el cráneo que ayudaban a sujetar los músculos masticatorios. Aunque una serie de características sugieren que Holochilus es su pariente más cercano, difiere de este en muchos aspectos y por lo tanto es clasificado en un género aparte, Noronhomys. Sus parientes próximos, incluyendo a Holochilus y Lundomys, están adaptados a un estilo de vida semiacuático, pasando mucho de su tiempo en el agua, pero los rasgos de los huesos de Noronhomys sugieren que este perdió su condición semiacuática después de su llegada a esta isla remota.

## Descubrimiento y taxonomía
El explorador italiano Américo Vespucio puede que haya visto este animal en su cuarto viaje, el cual lo llevó hasta Brasil; la Lettera di Amerigo Vespucci delle Isole Nuovamente in Quattro Suoi Viaggi registró que había visitado una pequeña isla justo al sur del ecuador el 10 de agosto de 1503. En esta isla, identificada como Fernando de Noronha, vio "ratas y lagartijas muy grandes con dos colas, y algunas serpientes". La Lettera es supuestamente un relato de los viajes de Vespucio, pero es poco probable que él mismo la haya escrito, además, es posible que su cuarto viaje nunca haya tenido lugar. Los detalles biológicos expuestos en los relatos de Fernando Noronha coinciden con lo que es conocido de la historia natural de la isla, dando crédito a la idea de que estos son resultado de una visita, ya sea por Vespucio mismo u otro explorador. La lagartija probablemente sea Trachylepis atlantica y las serpientes muy probablemente se refieran a Amphisbaena ridleyi, que es en realidad una anfisbena y no una serpiente.
Durante excavaciones llevadas a cabo en 1974, el ornitólogo estadounidense, Storrs L. Olson, encontró fósiles de una rata relativamente grande en Fernando de Noronha, la cual fue descrita como un nuevo género y especie en 1999 en una publicación de Olson y su colega, el mamiferólogo Michael D. Carleton. El material ahora está en el Museo de Historia Natural en Washington D. C. en los Estados Unidos, y en el museo de la Pontifícia Universidade Católica do Rio Grande do Sul en Porto Alegre, Rio Grande do Sul. El nombre genérico Noronhomys, combina el nombre de la isla Fernando de Noronha con la palabra del antiguo griego μῦς mys, "ratón" y el nombre específico, vespuccii, hace honor a Américo Vespucio. Noronhomys era más grande que las ratas negras (Rattus rattus), las cuales eran comunes en los barcos y con las cuales Vespucio hubiese estado familiarizado, lo que es consistente con su descripción de "ratas muy grandes".
Noronhomys es un miembro de la tribu Oryzomyini, la cual incluye a más de cien especies distribuidas principalmente en Sudamérica, incluyendo las Islas Galápagos y algunas de las Antillas. Orzomyini es una de varias tribus reconocidas dentro de la subfamilia Sigmodontinae, la cual incluye cientos de especies encontradas a lo largo de Sudamérica y en el sur de América del Norte. Sigmodontinae es la subfamilia más numerosa de la familia Cricetidae, otros miembros incluyen a los campañoles, los Lemmini, los Cricetinae y Peromyscus, todos en su mayoría de Eurasia y América del Norte.
Carleton y Olson hicieron una comparación detallada entre Noronhomys y los miembros continentales del género Holochilus y Lundomys basándose tanto en la morfología general como en la información morfométrica, concluyendo que la rata de Fernando de Noronha era diferente a los otros dos animales. Usaron un análisis cladístico para examinar sus relaciones dentro de Oryzomyini, al igual que incluyeron dos especies de Holochilus, Lundomys, y otros cinco orizominos. Descubrieron que Noronhomys parecía más estar más cerca de Holochilus, y teniendo una relación más distante con Lundomys. Dieciocho caracteres compartidos (sinapomorfias) apoyaban la agrupación de Noronhomys con Holochilus. Otra forma descrita como una especie de Holochilus, Holochilus primigenus, también puede que esté relacionada, pero es probable que caiga dentro del clado Holochilus-Noronhomys.
En 1998, un fósil fragmentado de otra especie de este mismo grupo de orizominos fue encontrado en el este de Argentina. inicialmente fue identificado como una posible segunda especie de Noronhomys debido a la presencia de un cresta en el primer premolar, pero el espécimen es diferente a Noronhomys vespucci en otros aspectos, y en 2008 fue descrito como un nuevo género y especie, Carletonomys cailoi, relacionado al Noronhomys y a otros géneros asociados.

|  | Noronhomys vespuccii                                                            |
|  |                                                                                 |
|  | \| \| Holochilus brasiliensis \| \| \| \| \| \| Holochilus sciureus \| \| \| \| |
|  |                                                                                 |
|  | Holochilus brasiliensis                                                         |
|  |                                                                                 |
|  | Holochilus sciureus                                                             |
|  |                                                                                 |

|  | Holochilus brasiliensis |
|  |                         |
|  | Holochilus sciureus     |
|  |                         |

|  | Noronhomys vespuccii                                                            |
|  |                                                                                 |
|  | \| \| Holochilus brasiliensis \| \| \| \| \| \| Holochilus sciureus \| \| \| \| |
|  |                                                                                 |
|  | Holochilus brasiliensis                                                         |
|  |                                                                                 |
|  | Holochilus sciureus                                                             |
|  |                                                                                 |

|  | Holochilus brasiliensis |
|  |                         |
|  | Holochilus sciureus     |
|  |                         |

|  | Noronhomys vespuccii                                                            |
|  |                                                                                 |
|  | \| \| Holochilus brasiliensis \| \| \| \| \| \| Holochilus sciureus \| \| \| \| |
|  |                                                                                 |
|  | Holochilus brasiliensis                                                         |
|  |                                                                                 |
|  | Holochilus sciureus                                                             |
|  |                                                                                 |

|  | Holochilus brasiliensis |
|  |                         |
|  | Holochilus sciureus     |
|  |                         |

|  | Noronhomys vespuccii                                                            |
|  |                                                                                 |
|  | \| \| Holochilus brasiliensis \| \| \| \| \| \| Holochilus sciureus \| \| \| \| |
|  |                                                                                 |
|  | Holochilus brasiliensis                                                         |
|  |                                                                                 |
|  | Holochilus sciureus                                                             |
|  |                                                                                 |

|  | Holochilus brasiliensis |
|  |                         |
|  | Holochilus sciureus     |
|  |                         |

|  | Noronhomys vespuccii                                                            |
|  |                                                                                 |
|  | \| \| Holochilus brasiliensis \| \| \| \| \| \| Holochilus sciureus \| \| \| \| |
|  |                                                                                 |
|  | Holochilus brasiliensis                                                         |
|  |                                                                                 |
|  | Holochilus sciureus                                                             |
|  |                                                                                 |

|  | Holochilus brasiliensis |
|  |                         |
|  | Holochilus sciureus     |
|  |                         |

|  | Noronhomys vespuccii                                                            |
|  |                                                                                 |
|  | \| \| Holochilus brasiliensis \| \| \| \| \| \| Holochilus sciureus \| \| \| \| |
|  |                                                                                 |
|  | Holochilus brasiliensis                                                         |
|  |                                                                                 |
|  | Holochilus sciureus                                                             |
|  |                                                                                 |

|  | Holochilus brasiliensis |
|  |                         |
|  | Holochilus sciureus     |
|  |                         |

|  | Noronhomys vespuccii                                                            |
|  |                                                                                 |
|  | \| \| Holochilus brasiliensis \| \| \| \| \| \| Holochilus sciureus \| \| \| \| |
|  |                                                                                 |
|  | Holochilus brasiliensis                                                         |
|  |                                                                                 |
|  | Holochilus sciureus                                                             |
|  |                                                                                 |

|  | Holochilus brasiliensis |
|  |                         |
|  | Holochilus sciureus     |
|  |                         |

|  | Noronhomys vespuccii                                                            |
|  |                                                                                 |
|  | \| \| Holochilus brasiliensis \| \| \| \| \| \| Holochilus sciureus \| \| \| \| |
|  |                                                                                 |
|  | Holochilus brasiliensis                                                         |
|  |                                                                                 |
|  | Holochilus sciureus                                                             |
|  |                                                                                 |

|  | Holochilus brasiliensis |
|  |                         |
|  | Holochilus sciureus     |
|  |                         |

## Descripción

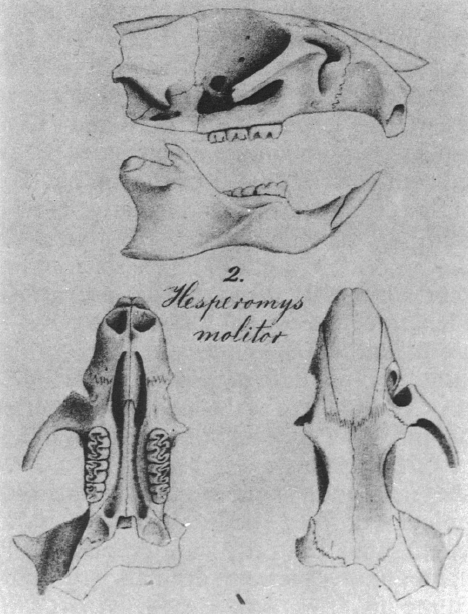
El cráneo del Lundomys molitor es similar al del Noronhomys. (La mandíbula ilustrada no es la de un Lundomys.)

Noronhomys vespuccii es conocido por algunos fragmentos óseos, incluyendo cinco cráneos, con diferentes niveles de daños, y muchos maxilares y otros huesos aislados. Este material documenta que, con un cráneo de aproximadamente 4 cm, Noronhomys era un orizomino relativamente grande, más pequeño que el Lundomys pero muy dentro del rango del Holochilus. Comparte un número de características que caracterizan al grupo de Holochilus y los géneros relacionados incluyendo una reducción en la complejidad de la superficie para masticar de los molares, perforaciones simples cerca del tercer molar, y una región interorbital similar. Noronhomys es particular, entre otras cosas, debido a que no tenía un proceso espinoso en la placa zigomática, la parte plana frontal del arco zigomático; el paladar corto, el cual no se extiende más allá de los terceros molares; y la presencia de una cresta accesoria en los molares superiores.
Un análisis de la información morfométrica del material conocido del Noronhomys sugiere que el crecimiento del animal continuaba en la edad adulta -mientras más viejo el animal, más grande la profundidad de la mandíbula y el tamaño del incisivo inferior -y no ofrecía evidencias de que haya diferencias en tamaño entre machos y hembras. La forma del cráneo es muy diferente tanto del Holochilus como del Lundomys, lo que resulta en una clara separación de ambos taxones en los análisis estadísticos de la información. En tres especímenes diferentes que fueron medidos, el largo del cráneo varíaba entre 39.0 y 39.2 mm, haciendo un promedio de 38.5 mm. El ancho del neurocráneo tiene entre 13.4 y 14.8 mm, haciendo un promedio de 14.1 mm. Entre los dos primeros molares, el ancho del paladar es de 8.1 a 8.9 mm en cuatro especímenes, haciendo un promedio de 8.4 mm. Los molares inferiores tienen un largo total entre 7.57 y 8.29 mm, haciendo un promedio de 8.00 mm, en 39 especímenes con sus molares intactos. El fémur es de entre 32.5 mm y 41.0 mm de largo en nueve especímenes, haciendo un promedio de 36.5 mm. Carleton y Olson estiman que la masa corporal del Noronhomys era similar a la de algunas poblaciones de Holochilus sciureus, entre 200 y 250 gramos.

### Cráneo

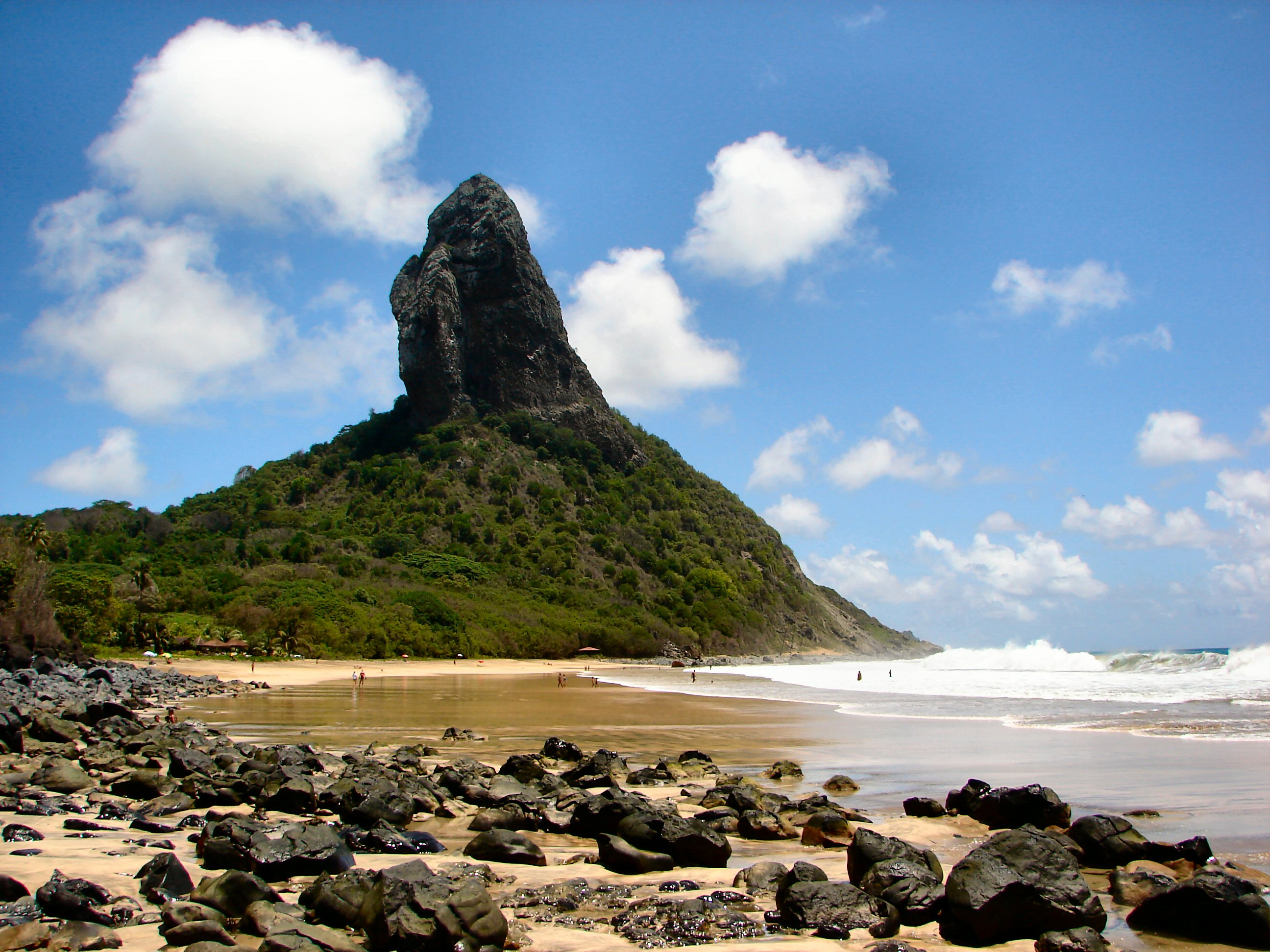
Vista de Morro do Pico en Fernando de Noronha.

El cráneo es aplanado en general. La parte frontal es corta y amplia. La amplia región interorbital (ubicada entre los ojos) tiene forma de reloj de arena, con bordes cuadradados y con un troquilo poco pronunciado. Un borde postorbital está presente, oscureciendo la sutura (del cráneo) entre el frontal y el escamosal, una característica que es compartida sólo con Holochilus entre los orizominos. La caja del cráneo tiene forma cuadrada. El hueso interparietal es ancho, pero no llega a los escamosales en los costados. Los arcos zigomáticos, los cuales están bien desarrollados, se encuentran más separados y se unen en el frente. El hueso yugal es pequeño.
El margen posterior de la placa zigomática está ubicada cerca de la parte frontal del primer molar superior. El foramen incisivo no se extiende entre los molares. A diferencia tanto del Holochilus y el Lundomys, su paladar es plano, sin una división distintiva en la línea central. Las fosas parapterigoideas, las cuales están ubicadas atrás del paladar al nivel de los molares, están cavadas un poco por encima del nivel del paladar. Existe un puntal del hueso alisfenoide, que separa las dos aperturas del cráneo, el foramen masticatorio-bucinador y el foramen ovale accesorius. La fenestra escamosal, una abertura en la parte trasera del cráneo determinada por la forma del escamosal, está presente pero es pequeña. El escamosal probablemente no tenga un proceso suspensorio que esté en contacto con el tegmen tympani, la parte superior de la cavidad timpánica, un rasgo característico de los orizominos.
La mandíbula es robusta. Los dos bordes masetéricos, las cuales sirven de ancla para algunos de los músculos usados para masticar, están conectados como una sola cresta en una sección y se extienden hasta un punto antes del primer molar. El proceso capsular, una protuberancia del hueso mandibular en la parte trasera del incisivo inferior, está bien desarrollado.

### Dientes
En los incisivos superiores, los bordes masticatorios están ubicados atrás del plano vertical de los incisivos; por lo tanto, son opistodontes. La microestructura del esmalte de los incisivos inferiores fue reportada en un estudio de 2005. La porción interna es mucho más gruesa que la porción externa. La PI consiste de bandas Hunter-Schreger, las cuales tiene un único esmalte de prisma, como en todos los roedores miomorfos. La PE consiste de un esmalte radial, con prismas aplanados que son prácticamente paralelos a la unión entre el esmalte y la dentina. La microestructura es similar a la de Holochilus brasiliensis y muestra varias características que solo se ven en Myomorfa.

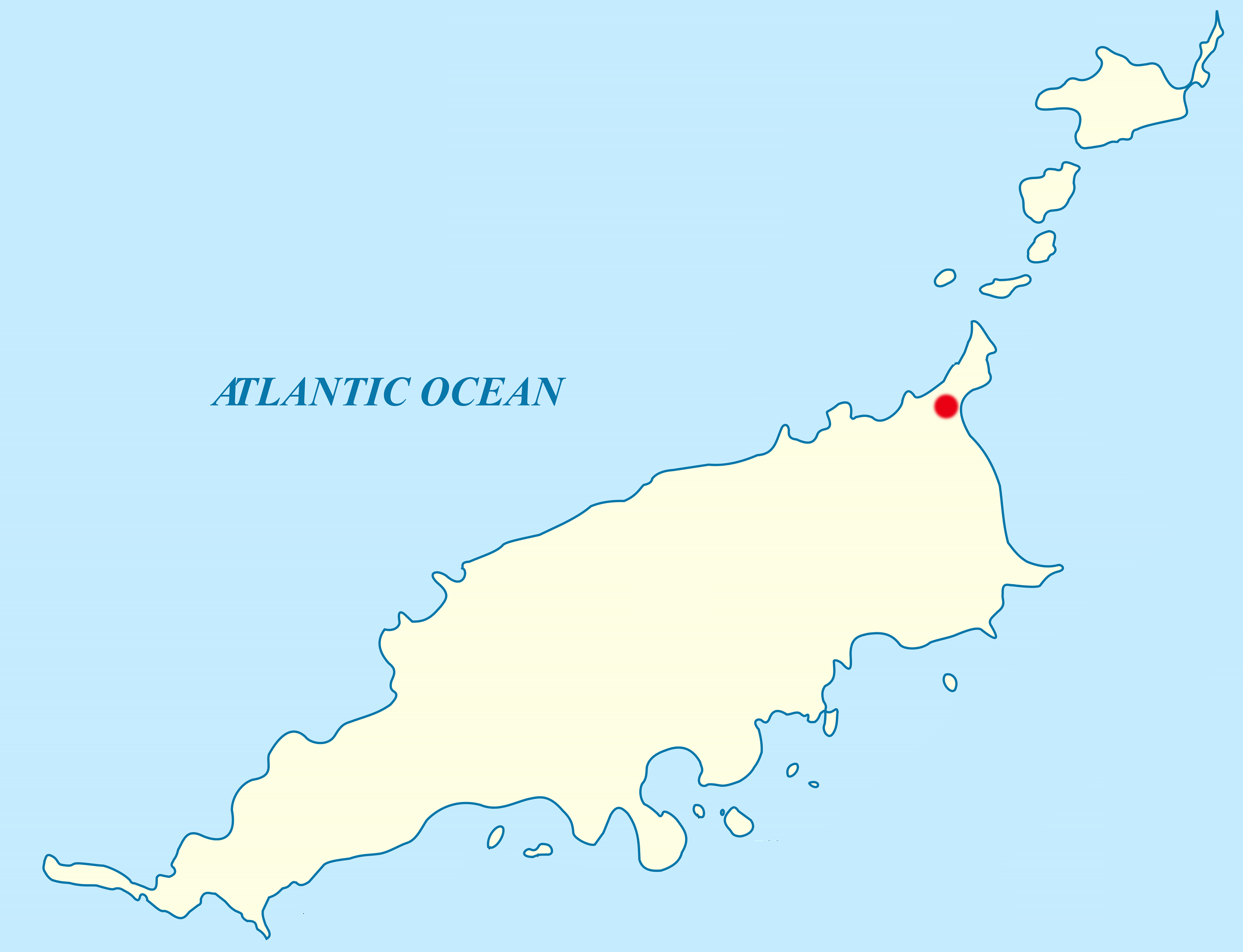
Mapa del archipiélago de Fernando de Noronha, mostrando el lugar de la excavación donde los restos fósiles de Noronhomys han sido encontrados (en rojo).

Los molares tienen coronas altas y planares, con las cúspides centrales tan altas como las crestas que las conectan, una configuración que solo comparte con Holochilus y Carletonomys entre los orizominos. Los primeros molares son los más largos y los terceros molares son más largos pero más angostos que los segundos molares. Los molares no tienen muchas sierras accesorias, incluyendo el anterolofo en el primer molar superior, el posterolofo en el primer y segundo molar superior, y el anterolófido y mesolófido en todos los molares inferiores. Los primer y segundo molares superiores tienen un mesolofo corto y la cúspide frontal del primer molar inferior, el anteroconido, rodea una depresión interna. La mayoría de los dobleces entre las cúspides y las crestas están abiertos en los márgenes de los molares, pero dos -el posterofléxido en el segundo molar inferior y el entofléxido en el tercer molar inferior- están cerrados por una pared, o cíngulo, en el margen interno del diente. Al igual que la mayoría de los orizominos, los molares superiores tienen una raíz en el lado interior (lingual) y dos en el lado exterior (labial) y los molares inferiores tienen sólo una raíz en el frente y en la parte anterior de cada molar; además, el primer molar superior tiene otra raíz labial y el primer molar inferior tiene una labial pequeña y normalmente también una raíz lingual ubicada entre las raíces principales.

### Esqueleto poscraneal
No tiene foramen entepicondilar, como todos los demás miembros de Sigmodontinae; si está presente, como es el caso en algunos roedores, este foramen perfora el extremo distal del húmero. La pelvis y los huesos de las patas traseras son fuertes. El tubérculo femoral del acetábulo (parte de la pelvis), la cual se conecta al músculo rectum femoris, es reducido en relación con el de Holochilus y Lundomys.

## Distribución y orígenes

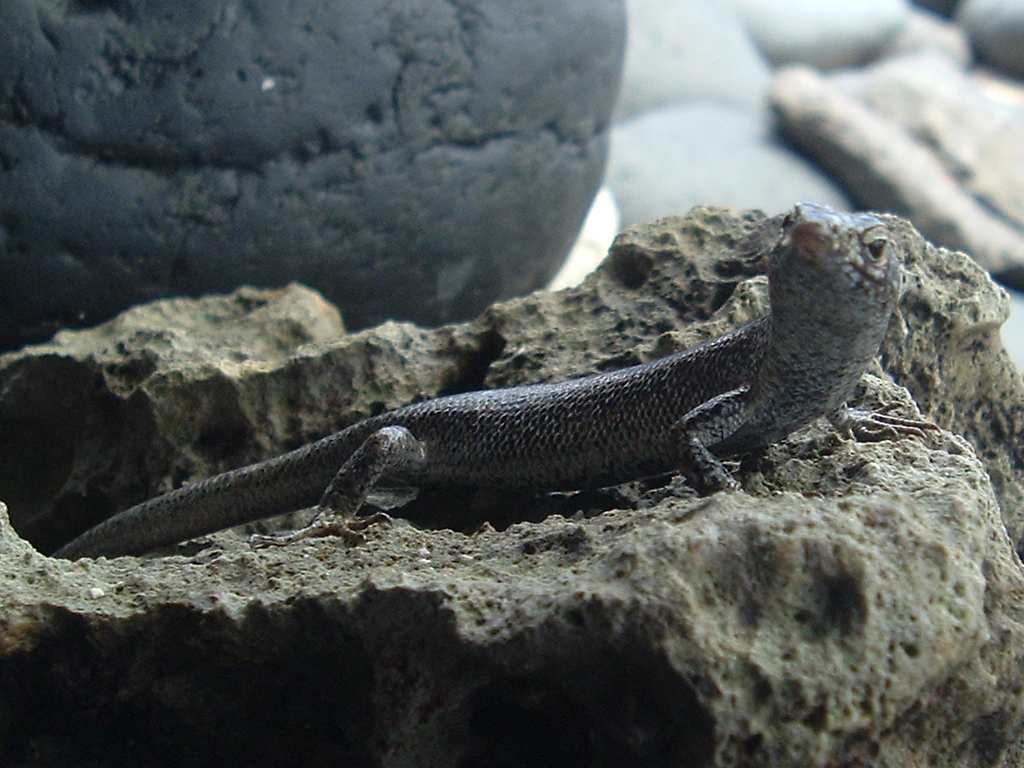
La lagartija Trachylepis atlantica, la cual aún vive en Fernando de Noronha, es uno de los pocos animales que aún se pueden encontrar en la isla.

Noronhomys ha sido encontrado solo en Fernando de Noronha, un pequeño archipiélago de origen volcánico en la costa noreste de Brasil, que consiste de una isla principal varias otras islas más pequeñas asociadas. La formación del archipiélago, el cual nunca estuvo conectado al continente, comenzó hace unos 11 millones de años; el volcanismo activo concluyó hace unos 2 millones de años. Restos del Noronhomys han sido encontrados junto con restos de varios reptiles, pájaros, y caracoles, muchos de los cuales también están limitados al archipiélago, en dunas de arena cerca del extremo noreste de la isla principal. La edad de los depósitos es desconocida, pero es probable que sean de finales del Holoceno, a lo mucho de unos cuantos miles de años.

El ancestro de Nornhomys puede que haya sido un mamífero semiacuático, similar a los actuales Holochilus o Lundomys, que llegó a Fernando de Noronha por casualidad en un tronco flotante. La morfología de los huesos de las extremidaes de Noronhomys sugiere que el animal no era semiacuático como sus parientes, sino que era terrestre, consistente con su aparición en una pequeña isla, donde los arroyos o estanques son raros o no existen.

## Extinción
Los relatos de Vespucio sugieren que Noronhomys era común cuando la isla fue visitada por primera vez, pero no fue encontrado por los primeros biológos exploradores de la isla, quienes condujeron su investigación a finales del siglo XIX. Puede que la rata negra y el ratón común (Mus musculus) que fueron introducidos en la isla y se volvieron muy comunes hayan llevado al Noronhomys a la extinción al competir con ellos en forma directa por la comida, depredando Noronhomys recién nacidos, o transmitiendo enfermedades. Otros factores que puede que hayan jugado un rol incluyen la modificación de su hábitat, la introducción de depredadores como gatos (Felis catus), y la depredación por parte de navegantes que pasaban por la isla. Estos mecanismos de extinción son comunes para las especies endémicas de islas. En 1888, Henry Nicholas Ridley ya había sugerido que la rata de Vespucio había sido llevada a la extinción debido a la introducción de la rata negra. La Unión Internacional para la Conservación de la Naturaleza tiene a la especie como «extinta».